# La Mega (Colombia)
La Mega es una cadena de radio colombiana, propiedad de RCN Radio. Fue lanzada al aire en 1994 por Alejandro Nieto Molina. Su programación está dirigida a adolescentes.

## Historia
La Mega inició transmisiones en 1994 bajo el nombre de Mega Crossover, con programación basada en los géneros musicales de salsa, merengue, rock y pop. La estación realizaba conexiones en vivo con otras emisoras por satélite al nivel nacional los fines de semana. Años más tarde, Alejandro Villalobos es nombrado director de la radio.

## Eventos
La Mega ha organizado conciertos bajo el concepto Nuestra tierra, cuya temática se centra en música producida por artistas nacionales. La radio también promovió la primera entrega de los Premios Nuestra Tierra, otorgados a los artistas nacionales más importantes sin distinción de género musical.
En 2015, La Mega, con el auspicio de Claro Música, renombró la marca de sus conciertos a Megaland, festival que se llevó a cabo el 7 y 8 de noviembre en el Parque Salitre Mágico, con artistas invitados como Ivy Queen, Farruko, Maluma, Andrés Cepeda, Manuel Medrano, entre otros. J Balvin fue presentado como artista principal antes de que este hiciera su propio concierto en Bogotá dentro de su gira La Familia Tour.

## Frecuencias
| Ciudad              | Frecuencia | Código de identificación |
| ------------------- | ---------- | ------------------------ |
| Armenia             | 96.7 FM    | HJOF                     |
| Barranquilla        | 93.1 FM    | HJDX                     |
| Bogotá              | 90.9 FM    | HJYY                     |
| Bucaramanga         | 102.5 FM   | HJQ66                    |
| Cali                | 92.5 FM    | HJXR                     |
| Cartagena           | 94.5 FM    | HJOS                     |
| Cúcuta              | 99.2 FM    | HJO37                    |
| Girardot            | 89.3 FM    | HJB27                    |
| Ibagué              | 107.5 FM   | HJXM                     |
| Medellín            | 92.9 FM    | HJRY                     |
| Montería            | 97.5 FM    | HJB75                    |
| Pereira y Manizales | 105.2 FM   | HJZZ                     |
| Villavicencio       | 104.3 FM   | HJXY                     |

Desde el 26 de agosto de 2021 La Mega está disponible en el canal 15.8 de la televisión digital terrestre y distribuido por proveedoras de televisión por suscripción como ETB en el canal 739.

### Frecuencias anteriores
| Ciudad       | Frecuencia           | Código de identificación | Notas                                                                                                   |
| ------------ | -------------------- | ------------------------ | --- |
| Bucaramanga  | 106.7 FM (1994-2008) | HJYC                     | Se trasladó a la frecuencia 102.5 FM.                                                                   |
| Buenaventura | 92.1 FM (2012-2019)  | HJB51                    | Reemplazada por El Sol.                                                                                 |
| Manizales    | 99.7 FM (1995-2008)  | HJB65                    | Fue remplazada por Radio Uno. El mismo año reaparece en la frecuencia 105.2 FM que emite desde Pereira. |
| Medellín     | 107.9 FM (1994-2006) | HJXW                     | Pasó a transmitir El Sol y se trasladó a la frecuencia 92.9 FM, donde emitía antes La Superestación.    |
| Neiva        | 90.3 FM (2010-2017)  | HJPE                     | Fue remplazado por Radio Uno.                                                                           |
| Pereira      | 98.5 FM (1994-2005)  | HJA99                    | Fue reemplazada por La FM. En 2008 regresó en la frecuencia 105.2 FM.                                   |
| Popayán      | 100.1 FM (2006-2016) | HJXS                     | Fue reemplazada por Radio Uno.                                                                          |
| San Andrés   | 100.5 FM (2005-2016) | HJN25                    | Fue reemplazada por Rumba Stereo.                                                                       |